# Parede
Parede – dawna parafia (freguesia) Cascais, w Portugalii. W 2011 zamieszkiwało ją 21 660 mieszkańców, na obszarze 3,56 km². Od 2013 roku wchodzi w skład parafii Carcavelos e Parede.
Komunikację zapewnia między innymi pociąg podmiejski kursujący na Linha de Cascais.